# Luca Pizzini
Luca Pizzini (Verona, 8 aprile 1989) è un ex nuotatore italiano.

## Carriera
Pizzini ha ottenuto i suoi primi successi a livello giovanile vincendo la medaglia di bronzo nei 200 m rana agli europei di categoria di Palma di Maiorca 2006 e in seguito vincendo anche l'argento, nella stessa specialità, ai successivi mondiali di Rio de Janeiro 2006. Ha partecipato ai Giochi del Mediterraneo di Pescara 2009 vincendo la medaglia di bronzo nei 100 m rana, e lo stesso anno ha pure debuttato ai mondiali senior di Roma non riuscendo a superare la fase preliminare.
Alle Universiadi di Kazan' 2013 ha vinto la medaglia di bronzo nei 200 m rana, ma per il suo risultato più importante ha dovuto attendere gli europei di Londra 2016, dove nella stessa distanza ha ottenuto il terzo posto riportando la nazionale italiana di nuoto sul podio in questa specialità a distanza di 10 anni. Conquisterà altri due bronzi continentali sulla medesima distanza, a Glasgow 2018 ed a Roma 2022.
Ha disputato le Olimpiadi di Rio de Janeiro 2016 piazzandosi al 14º posto nelle semifinali dei 200 m rana.
Il 16 marzo 2025, nel corso dei campionati italiani primaverili, annuncia il ritiro dalle competizioni.

## Palmarès
| Giochi olimpici              | ---                 | ---                   | 200 m rana             | ---                                    |
| 2016 Rio de Janeiro Brasile  | ---                 | ---                   | 14º 2'11"53 Semifinali | ---                                    |
| Mondiali                     | ---                 | 100 m rana            | 200 m rana             | 4x100 m misti                          |
| 2009 Roma Italia             | ---                 | 24º 1'00"54 Batterie  | ---                    | 13º 3'33"42 Batterie Frazione: 1'00"12 |
| 2013 Barcellona Spagna       | ---                 | ---                   | 18º 2'11"93 Batterie   | ---                                    |
| 2015 Kazan' Russia           | ---                 | ---                   | 15º 2'11"05 Semifinali | ---                                    |
| 2017 Budapest Ungheria       | ---                 | ---                   | 9º 2'08"95 Semifinali  | ---                                    |
| 2019 Gwangju Corea del Sud   | ---                 | ---                   | 21º 2'10"88 Batterie   | ---                                    |
| Europei                      | 50 m rana           | 100 m rana            | 200 m rana             | ---                                    |
| 2010 Budapest Ungheria       | 30º 28"69 Batterie  | 32º 1'02"29 Batterie  | 22º 2'15"90 Batterie   | ---                                    |
| 2014 Berlino Germania        | ---                 | 22º 1'01"77 Batterie  | 6º 2'10"93             | ---                                    |
| 2016 Londra Regno Unito      | ---                 | ---                   | Bronzo 2'10"39         | ---                                    |
| 2018 Glasgow Regno Unito     | ---                 | ---                   | Bronzo 2'08"54         | ---                                    |
| 2022 Roma Italia             | ---                 | ---                   | Bronzo 2'09"97         | ---                                    |
| Giochi del Mediterraneo      | ---                 | 100 m rana            | 200 m rana             | ---                                    |
| 2009 Pescara Italia          | ---                 | Bronzo 1'01"26        | ---                    | ---                                    |
| 2013 Mersin Turchia          | ---                 | ---                   | 5º 2'14"37             | ---                                    |
| 2018 Tarragona Spagna        | ---                 | ---                   | Oro 2'09"91            | ---                                    |
| Universiadi                  | ---                 | ---                   | 200 m rana             | ---                                    |
| 2013 Kazan' Russia           | ---                 | ---                   | Bronzo 2'10"99         | ---                                    |
| 2015 Gwangju Corea del Sud   | ---                 | ---                   | 6º 2'11"17             | ---                                    |
| Mondiali giovanili           | 50 m rana           | ---                   | 200 m rana             | ---                                    |
| 2006 Rio de Janeiro Brasile  | 4º 29"21            | ---                   | Argento 2'15"56        | ---                                    |
| Europei giovanili            | 50 m rana           | 100 m rana            | 200 m rana             | ---                                    |
| 2006 Palma di Maiorca Spagna | ---                 | 4º 1'03"26            | Bronzo 2'15"69         | ---                                    |
| 2007 Anversa Belgio          | 9º 29"40 Semifinali | 7º 1'03"72 Semifinali | Bronzo 2'14"34         | ---                                    |

### Campionati italiani
18 titoli individuali così ripartiti:
- 1 nei 50 m rana
- 3 nei 100 m rana
- 14 nei 200 m rana

| Anno | Edizione    | rana 50 m | rana 100 m | rana 200 m | rana 4x100 m misti |
| ---- | ----------- | --------- | ---------- | ---------- | ------------------ |
| 2006 | Invernali   | -         | -          | 2          | -                  |
| 2007 | Primaverili | -         | -          | 3          | -                  |
| 2007 | Invernali   | -         | -          | 2          | -                  |
| 2008 | Estivi      | -         | -          | 1          | -                  |
| 2008 | Invernali   | -         | -          | 3          | -                  |
| 2009 | Primaverili | -         | -          | 2          | 2                  |
| 2009 | Estivi      | -         | 1          | -          | 2                  |
| 2010 | Primaverili | 1         | 1          | 2          | 3                  |
| 2011 | Primaverili | -         | -          | 3          | -                  |
| 2011 | Invernali   | -         | -          | 3          | -                  |
| 2012 | Primaverili | -         | -          | 2          | -                  |
| 2012 | Invernali   | -         | -          | 2          | -                  |
| 2013 | Primaverili | -         | -          | 1          | -                  |
| 2013 | Invernali   | -         | -          | 1          | -                  |
| 2014 | Primaverili | -         | -          | 1          | -                  |
| 2014 | Estivi      | -         | -          | 1          | -                  |
| 2015 | Primaverili | -         | -          | 1          | -                  |
| 2015 | Invernali   | -         | -          | 2          | -                  |
| 2016 | Primaverili | -         | -          | 1          | -                  |
| 2016 | Invernali   | -         | -          | 1          | -                  |
| 2017 | Primaverili | -         | -          | 1          | -                  |
| 2018 | Primaverili | 3         | -          | 1          | -                  |
| 2018 | Estivi      | -         | 1          | -          | -                  |
| 2019 | Primaverili | -         | -          | 1          | 2                  |
| 2019 | Invernali   | -         | 2          | -          | -                  |
| 2021 | Invernali   | -         | -          | 2          | -                  |
| 2022 | Primaverili | -         | -          | 1          | -                  |
| 2022 | Estivi      | -         | -          | 1          | -                  |
| 2023 | Invernali   | -         | -          | 1          | -                  |